# テレビの鉄人!大晦日の祭典スペシャル
テレビの鉄人!大晦日の祭典スペシャル（テレビのてつじん おおみそかのさいてんスペシャル）はフジテレビ系列で1994年12月31日（大晦日）に生放送された年越しバラエティ番組。放送時間（JST）は18:30 - 27:30（1995年1月1日3:30）。
番組タイトルは当時同局で放送していた料理番組『料理の鉄人』からの流用で、当日の各新聞に掲載された番組広告には、『料理の鉄人』の主宰役・鹿賀丈史を思わせるイラストが掲載されていた。
この日は土曜日に当たったため、18:30の『幽☆遊☆白書』（翌週終了、別番組に差し替えていた局の対応は不明）、19:00の『平成教育委員会』、20:00の『学校では教えてくれないこと!!』、21:00の『ゴールデン洋画劇場』が全て休止。なお23:00の『ねるとん紅鯨団』は既に終了した。

## タイムテーブル
- 18:30 - 21:00 芸能人ぶちまけ大放送！本音かましてよかですか!!
- 21:00 - 23:30 明石家サンタの史上最大のクリスマスプレゼントショー"大晦日なのに…"編
- 23:30 - 25:30 ゆく年くる年とぶくすりスペシャル
- 25:30 - 27:30 新春スペシャル 殿様のフェラーリ

## 出演者
芸能人ぶちまけ大放送
- 笑福亭鶴瓶
- 中井美穂（当時：フジテレビアナウンサー）

明石家サンタの史上最大のクリスマスプレゼントショー
- 明石家さんま
- 八木亜希子（当時：フジテレビアナウンサー）

ゆく年くる年とぶくすりスペシャル
- 武田真治
- 袴田吉彦
- 常盤貴子
- 鶴久政治
- 神田利則
- 林家こぶ平（現：九代目林家正蔵）

殿様のフェラーリ
- 今田耕司
- 東野幸治
- 常盤貴子